# Mervyn Davies (homme politique)
Pour les articles homonymes, voir Mervyn Davies et Davies.
Evan Mervyn Davies, baron Davies d'Abersoch, (né le 21 novembre 1952) est un ancien banquier britannique et un homme politique travailliste, ministre d'État du Commerce, de l'Investissement et des Petites Entreprises.
Il est président non exécutif de L1 Holdings conseiller principal de Teneo président de la LTA et professeur honoraire à Cardiff Business School.

## Biographie
Davies est né le 21 novembre 1952. Il fait ses études à Rydal Penrhos dans le nord du Pays de Galles.
Davies commence sa carrière dans le secteur bancaire à la Midland Bank où son père est directeur de banque, avant de passer à Citibank où il travaille pendant 10 ans, puis à Standard Chartered en 1993,.
Davies est président de Standard Chartered entre novembre 2006 et janvier 2009, après avoir été directeur général entre 2001 et 2006 et administrateur depuis 1997.
Depuis 2010, Davies occupe des postes de direction au sein du conseil d'administration de Corsair Capital LLC où il est président et associé. Davies est également administrateur non exécutif de Diageo.
À partir de 2014, il est président de Jack Wills, une entreprise de mode. En août 2016, Sky News annonce que Davies devait se retirer lorsque Jack Wills est repris dans une transaction de capital-investissement impliquant Bluegem prenant une participation minoritaire dans la société à la suite de pertes signalées.
En mai 2015, Davies est nommé vice-président du groupe LetterOne, une entreprise d'investissement dans les secteurs de l'énergie, de la technologie et des télécommunications. Il est actuellement président non exécutif du conseil d'administration de L1 Holdings et L1 Investment Holdings.
Davies est nommé CBE en 2002 pour ses services au secteur financier et en 2004, il est nommé juge de paix à Hong Kong.
Il est nommé pair à vie le 2 février 2009 en tant que baron Abersoch, d'Abersoch dans le comté de Gwynedd, avec des postes ministériels au ministère des Affaires étrangères et du Commonwealth et au ministère des Affaires, de l'Innovation et des Compétences. Il occupe ensuite des postes dans les affaires, les entreprises et la réforme de la réglementation et dans le commerce, l'investissement et les petites entreprises.
Davies épouse Jeanne Marie Gammie en 1979 et ont un fils et une fille. Il parle gallois. Il est membre du Arts Club et administrateur de la Royal Academy of Arts Development Trust et est un joueur de tennis passionné.